# South Okanagan Events Centre
South Okanagan Events Centre – arena oraz hala widowiskowo-sportowa, mieszcząca się w Penticton w Kanadzie w prowincji Kolumbia Brytyjska. Usytuowana jest na 853 Eckhardt Avenue West. Projektem obiektu zajęła się firma NORR Architectural Services, Inc. and Giffels. Pojemność obiektu podczas meczów hokeja na lodzie wynosi ponad 4 tysiące, natomiast podczas koncertów ponad 6 tysięcy. Obiekt został otwarty w roku 2008. Inauguracja odbyła się 14 września tego samego roku. Od tego czasu, swoje mecze rozgrywa tu drużyna Penticton Vees, która poprzednio swoje ligowe spotkania rozgrywała w Penticton Memorial Arena. Właścicielem obiektu jest miasto Penticton, natomiast operatorem Global Spectrum.
Od 10 do 13 stycznia 2013 obiekt był gospodarzem turnieju Continental Cup of Curling 2013. 
W South Okanagan Events Centre odbywają się również koncerty. Swoje występy dawali tu między innymi: ZZ Top, The Beach Boys, Rihanna, Carrie Underwood, Simple Plan, B.B. King, Heart, Mötley Crüe, Bad Company, Kenny Rogers, John Fogerty, Alice in Chains, Marilyn Manson, Def Leppard, Journey, Ringo Starr. 